# Eleonora Evi
Eleonora Evi (ur. 20 listopada 1983 w Mediolanie) – włoska polityk i projektantka, posłanka do Parlamentu Europejskiego VIII i IX kadencji, parlamentarzystka krajowa.

## Życiorys
Absolwentka studiów z zakresu wzornictwa przemysłowego na Politechnice Mediolańskiej, na tej samej uczelni uzyskała magisterium. Została niezależną projektantką, przez kilka lat pracowała również w instytucji szkoleniowej.
Zaangażowała się w działalność polityczną w ramach Ruchu Pięciu Gwiazd. W wyborach w 2014 z listy tego ugrupowania uzyskała mandat eurodeputowanej. W 2019 z powodzeniem ubiegała się o reelekcję. W 2020 opuściła Ruch Pięciu Gwiazd. W 2021 Eleonora Evi i Angelo Bonelli zostali rzecznikami nowo powołanej partii Europa Verde. W 2022 uzyskała mandat posłanki do Izby Deputowanych XIX kadencji. W 2023 odeszła z funkcji partyjnych w Europa Verde, zrezygnowała z członkostwa w tym ugrupowaniu. W 2024 związała się natomiast z Partią Demokratyczną.